# منظمة المدن والحكومات المحلية الأفريقية المتحدة
منظمة المدن والحكومات المحلية الأفريقية المتحدة هي منظمة دولية تشكّلت من اندماج ثلاث منظمات إفريقية للسلطات المحلية، وهي الاتحاد الأفريقي للسلطات المحلية، واتحاد المدن الأفريقية، واتحاد مدن العواصم الأفريقية اللوسوفونية. وتضم منظمة المدن والحكومات المحلية الأفريقية المتحدة جميع المدن والسلطات المحلية والروابط الوطنية للسلطات المحلية الأفريقية فيما عدا استثناءات قليلة. ويشغل جان بييرمباسي منصب السكرتير العام للمنظمة، بينما تشغل فاطمة عبد المالك منصب رئيسة المنظمة في الوقت الحالي.

## لمحة تاريخية
بدأت ديناميكية توحيد المنظمات الأفريقية الثلاث التي تشكلت منها منظمة المدن والحكومات المحلية الأفريقية المتحدة خلال القمة الأولى للسلطات المحلية والمدن الأفريقية التي عقدت في أبيدجان في ساحل العاج في يناير عام 1998، وازداد عدد أعضاءها خلال قمة المدن الأفريقية الثانية التي أقيمت في مدينة ويندهوك في ناميبيا في مايو عام 2000، وفي ديسمبر عام 2003 تأسست منظمة المدن والحكومات المحلية الأفريقية المتحدة خلال قمة المدن الأفريقية الثالثة التي أقيمت العاصمة الكاميرونية ياوندي.
عُقد المؤتمر التأسيسي لمنظمة المدن والحكومات المحلية الأفريقية المتحدة في مدينة بريتوريا في جنوب إفريقيا خلال الفترة من 15 إلى 18 مايو عام 2005، ثُم عُقد المؤتمر الثاني لمنظمة المدن والحكومات المحلية الأفريقية المتحدة في أبوجا عاصمة نيجيريا خلال الفترة من 26 إلى 29 يونيو عام 2008 حيث تم تبني النظام الأساسي للمنظمة، ثُم انتُخبت الأجهزة الرئاسية للمنظمة خلال اجتماع المجلس الإفريقي الذي عُقد في مدينة الرباط بالمغرب في 24 نوفمبر عام 2008.

## الأهداف
تهدف منظمة المدن والحكومات المحلية الأفريقية المتحدة إلى تعزيز اللامركزية وتقوية دور المجتمعات المحلية في تحسين الظروف المعيشية والبيئية للسكان الأفارقة، كما تهدف أيضًا إلى المساهمة في وحدة إفريقيا وتنميتها بدءًا من القاعدة، بالإضافة إلى نقل اهتمامات وبرامج الاتحاد الأفريقي إلى السلطات والمجتمعات المحلية، ولفت انتباه هذه الهيئات إلى توقعات السكان على مستوى القاعدة. وهذا هو سبب رغبة منظمة المدن والحكومات المحلية الأفريقية المتحدة في أن تحظى باعتراف مفوضية الاتحاد الأفريقي بها كمنظمة ذات منفعة عامة. تعمل منظمة المدن والحكومات المحلية الأفريقية المتحدة أيضًا من أجل إنشاء مجلس أعلى للمجتمعات الإقليمية داخل هيئات الاتحاد الأفريقي، ويتضمن دورها أيضًا تعزيز الجمعيات الوطنية للسلطات المحلية أو تقويتها في كل بلد، بحيث يمكن تنظيم حوار منظم بين الحكومات المركزية والسلطات المحلية حول إدارة سياسات اللامركزية.

## الأنشطة والفعاليات
تنظم منظمة المدن والحكومات المحلية الإفريقية المتحدة كل ثلاث سنوات معرضًا دوليًا لرؤساء البلديات والسلطات المحلية في إفريقيا للمناقشة والحوار حول حلول مرافق وخدمات المدن، والتي تشمل المياه، والطاقة، والاتصالات، والنقل، وغيرها.